# Генся-Вулька
Генся-Вулька (пол. Gęsia Wólka) — село в Польщі, у гміні Клочев Рицького повіту Люблінського воєводства.
Населення — 366 осіб (2011).
У 1975-1998 роках село належало до Седлецького воєводства.

## Демографія
Демографічна структура станом на 31 березня 2011 року:
|          | Загалом | Допрацездатний вік | Працездатний вік | Постпрацездатний вік |
| -------- | ------- | ------------------ | ---------------- | -------------------- |
| Чоловіки | 178     | 41                 | 111              | 26                   |
| Жінки    | 188     | 45                 | 93               | 50                   |
| Разом    | 366     | 86                 | 204              | 76                   |